# Sierra Capri
Sierra Capri, née le 8 septembre 1998 à Baltimore (Maryland, États-Unis), est une actrice américaine. Elle est principalement connue pour son rôle de Monse Finnie dans la série originale de Netflix On My Block,.

## Biographie

### Jeunesse et formation
Sierra Capri a grandi à Baltimore avant de déménager en Géorgie à l'âge de 12 ans. Très tôt attirée par le métier d’actrice, elle s’engage cependant auprès de ses parents à terminer ses études supérieures avant de se lancer pleinement dans une carrière artistique.

### Carrière
Sans avoir suivi de formation professionnelle en comédie, Capri entame son parcours en tant qu'étudiante en biologie à Savannah, en Géorgie. En parallèle de ses études, elle travaille comme figurante non créditée dans les films Les Figures de l’ombre et Nos pires voisins 2 en 2016.

C’est sur le tournage de Les Figures de l’ombre qu’elle envoie ses premières auditions vidéo, avec l’aide d’une autre actrice présente sur le plateau. Elle postule alors pour la série originale de Netflix On My Block. En 2018, elle confie au magazine Terroir :
« Je me préparais à toute éventualité. Ce n’est que lorsque l’un des directeurs de casting m’a envoyé un e-mail pour me dire qu’ils étaient intéressés et voulaient organiser un FaceTime avec l’une des productrices que j’ai réalisé que cela devenait sérieux. Il s’agissait de Lauren Iungerich, la créatrice de la série. »
Après avoir décroché le rôle principal de Monse Finnie, une adolescente afro-latina, elle quitte l’université pour se consacrer au tournage,. La série est saluée par la critique, notamment pour la performance de l’ensemble du casting. Bien que Sierra Capri ne soit pas afro-latina, elle explique dans une interview accordée à Remezcla qu’elle s’identifie à son personnage « dans le sens où je suis multiculturelle et que, grandissant, je ne savais pas que je n’étais pas pleinement acceptée par l’un ou l’autre des côtés. »
En 2019, elle incarne Kai dans le film indépendant American Skin, présenté en avant-première à la Mostra de Venise. Le film reçoit un accueil critique mitigé à négatif. La même année, elle est invitée à participer à la reconstitution de la célèbre photographie A Great Day in Harlem d’Art Kane, organisée par la division Strong Black Lead de Netflix.

### Vie personnelle
Sierra Capri demeure passionnée par la biologie et exprime le souhait de travailler un jour dans le domaine de la médecine légale, tout en poursuivant sa carrière d’actrice. Elle réside actuellement à Los Angeles.

## Filmographie

### Cinéma
| Année | Titre                   | Rôle      | Notes        |
| ----- | ----------------------- | --------- | ------------ |
| 2016  | Les Figures de l’ombre  | Figurante | Non créditée |
| 2016  | Nos pires voisins 2     | Figurante | Non créditée |
| 2019  | American Skin           | Kai       | [ 9 ]        |
| 2023  | Young. Wild. Free. (en) | Cassidy   | [ 14 ]       |

### Télévision
| Année     | Titre       | Rôle         | Notes                        |
| --------- | ----------- | ------------ | ---------------------------- |
| 2018–2021 | On My Block | Monse Finnie | Rôle principal – 38 épisodes |

### Traduction
- (en) Cet article est partiellement ou en totalité issu de l’article de Wikipédia en anglais intitulé « Sierra Capri » (voir la liste des auteurs).